# Граф де Сан-Эстебан-де-Гормас

Герб муниципалитета Сан-Эстебан-де-Гормас, провинция Сория, автономное сообщество Кастилия и Леон.

Граф де Сан-Эстебан-де-Гормас — испанский дворянский титул. Он был создан 9 сентября 1423 года королем Кастилии Хуаном II для Альваро де Луны (ок. 1390—1453), первого сеньора де Сан-Эстебан-де-Гормас (1420) и констебля Кастилии (1423—1453).
Название графского титула происходит от названия муниципалитета Сан-Эстебан-де-Гормас, провинция Сория, автономное сообщество Кастилия и Леон.

## Список графов де Сан-Эстебан-де-Гормас
- Альваро де Луна (ок. 1390—1453), 1-й граф де Сан-Эстебан-де-Гормас, сын Альваро Мартинеса де Луны и Марии Фернандес Харабы
- Хуан де Луна-и-Пиментель (1435—1456), 2-й граф де Сан-Эстебан-де-Гормас, сын предыдущего и Хуаны Пиментель
- Хуана де Луна Пиментель и Суньига (1456—1480), 3-я графиня де Сан-Эстебан-де-Гормас, дочь предыдущего и Леонор де Суньиги
- Диего Лопес Пачеко-и-Портокарреро (ок. 1447—1529), 4-й граф де Сан-Эстебан-де-Гормас, 2-й герцог де Эскалона, 2-й маркиз де Вильена.
- Хуан Пачеко и Луна (1472—1501), 5-й граф де Сан-Эстебан-де-Гормас, сын предыдущей и Диего Лопеса Пачеко Портокарреро, 2-го маркизы де Вильена
- Диего Лопес Пачеко (1503—1556), 6-й граф де Сан-Эстебан-де-Гормас, 3-й герцог де Эскалона, сын Диего Лопеса Пачеко Портокарреро, 2-го маркиза де Вильена, и Хуаны Энрикес де Веласко
- Франсиско Пачеко и Кабрера (1532—1574), 7-й граф де Сан-Эстебан-де-Гормас, 4-й маркиз де Вильена, сын Диего Лопеса Пачеко, 3-го герцога де Эскалона, и Луизы де Кабрера и Уртадо де Мендоса, 3-й маркизы де Мойя
- Хуан Гаспар Фернандес Пачеко (1563—1615), 8-й граф де Сан-Эстебан-де-Гормас, 5-й герцог де Эскалона, сын Франсиско Пачеко и Кабреры, 4-го маркиза де Вильена, и Хуаны Альварес де Толедо
- Фелипе Бальтасар Фернандес Пачеко (1596—1633), 9-й граф де Сан-Эстебан-де-Гормас, 6-й герцог де Эскалона, старший сын Хуана Гаспара Фернандеса Пачеко, 5-го герцога де Эскалона, и Серафины де Браганса
- Диего Лопес Пачеко и Португал (1599—1653), 10-й граф де Сан-Эстебан-де-Гормас, 7-й герцог де Эскалона, сын Хуана Гаспара Фернандеса Пачеко, 5-го герцога де Эскалона, и Серафины де Браганса
- Хуан Мануэль Фернандес Пачеко (1650—1725), 12-й граф де Сан-Эстебан-де-Гормас, 8-й герцог де Эскалона, сын Диего Лопеса де Пачеко Кабреры и Бобадильи, 7-го герцога де Эскалона, и Хуаны Марии Франсиски де Суньиги и Мендосы
- Меркурио Антонио Лопес Пачеко (1679—1738), 13-й граф де Сан-Эстебан-де-Гормас, 9-й герцог де Эскалона, сын Хуана Мануэля Фернандеса Пачеко и Суньиги, 8-го герцога де Эскалона, И Марии Хосефы де Бенавидес Манрике и Сильвы, 6-й маркизы де ла Элиседа
- Андрес Фернандес Пачеко (1710—1746), 14-й граф де Сан-Эстебан-де-Гормас, 10-й герцог де Эскалона, сын Меркурио Лопеса Пачеко и Португаля, 9-го герцога де Эскалона, и Каталины де Москосо и Бенавидес
- Мария Анна Лопес Пачеко и Альваре де Толедо (1729—1768), 15-я графиня де Сан-Эстебан-де-Гормас, 11-я герцогиня де Эскалона, 12-й графиня де Оропеса, 10-я графиня де Бельвис. Дочь Андреса Лопеса Пачеко и Осорио де Москосо, 10-го герцога де Эскалона, и Анны Марии Альварес де Толедо Португаль, 11-й графини де Оропеса.
- Фелипе Лопес-Пачеко де ла Куэва (1727—1798), 17-й граф де Сан-Эстебан-де-Гормас, 12-й герцог де Эскалона, 12-й маркиз де Вильена, сын Марсиано Фернандеса Пачеко, 12-го маркиза де Мойя (1688—1743), и Марии Франсиски де ла Куэва и Акунья, 4-й маркизы де Ассентар
- Мария дель Кармен де Суньига и Фернандес де Веласко (1774—1829), 18-я графиня де Сан-Эстебан-де-Гормас, 13-я герцогиня де Пеньяранда-де-Дуэро, дочь Педро де Алькантары де Суньиги и Хирона, 12-го герцога де Пеньяранда-де-Дуэро (1730—1790)
- Эухенио де Гусман Палафокс и Портокарреро (1773—1834), 18-й граф де Сан-Эстебан-де-Гормас, 14-й герцог де Пеньярнда-де-Дуэро, старший сын Фелипе де Палафокса и Крой (1739—1790) и Марии Франсиски де Салес Портокаррео де Гусман и Суньига, 10-й маркизы де Ла-Альгаба (1754—1808)
- Киприано де Гусман Палафокс и Портокарреро (1784—1839), 19-й граф де Сан-Эстебан-де-Гормас, 15-й герцог де Пеньяранда-де-Дуэро, младший брат предыдущего
- Мария Франсиска Палафокс Портокарреро и Киркпатрик (1825—1860), 20-я графиня де Сан-Эстебан-де-Гормас, 16-я герцогиня де Пеньяранда-де-Дуэро, старшая дочь предыдущего и Марии Мануэлы Киркпатрик.
- Карлос Мария Фитц-Джеймс Стюарт и Палафокс (1849—1901), 21-й граф де Сан-Эстебан-де-Гормас, 16-й герцог де Альба, единственный сын Хакобо Фитц-Джеймса Стюарта и Вентимилья (1821—1881), 15-го герцога Альба (1835—1881), и Марии Франсиски де Палафокс и Портокарреро де Гусман и Киркпатрик (1825—1860)
- Хакобо Фитц-Джеймс Стюарт и Фалько (1878—1953), 22-й граф де Сан-Эстебан-де-Гормас, 17-й герцог де Альба, старший сын Карлоса Марии Фитц-Джеймса Стюарта и Палафокса (1849—1901), 16-го герцога Альба-де-Тормес (1881—1901), и Марии дель Росарио Фалько и Осорио (1854—1904), 21-й графине де Сируэла.
- Мария дель Росарио Каэтана Альфонса Виктория Евгения Франциска Фитц-Джеймс-Стюарт-и-Сильва (1926—2014), 23-я графиня де Сан-Эстебан-де-Гормас, 18-я герцогиня де Альба. Единственная дочь Хакобо Фитц-Джеймса Стюарта и Фалько (1878—1953), 17-го герцога Альба, и Марии дель Росарио де Сильва и Гуртубай (1900—1934), 15-й герцогини Альяга и 10-й маркизы Сан-Висенте-дель-Барко.
- Карлос Фитц-Джеймс Стюарт и Мартинес де Ирухо (род. 1948), 24-й граф де Сан-Эстебан-де-Гормас, 19-й герцог де Альба, старший сын Марии дель Росарио Каэтаны Альфонсы Виктории Евгении Франциски Фитц-Джеймс Стюарт и Сильва (1926—2014), 18-й герцогини Альба, от первого брака с Луисом Мартинесом де Ирухо-и-Артаскосом (1919—1972), сыном Педро Мартинеса де Ирухо-и-Артаскоса (1882—1957), 9-го герцога Сотомайора, и Анны Марии де Артаскос (1892—1930).